# 寶可夢戰鬥革命
《寶可夢戰鬥革命》是由任天堂於2006年12月14日發行，於Wii上進行的遊戲。不但是Wii遊戲中第一款寶可夢系列的遊戲，還是第一款支援任天堂Wi-Fi無線網路與NDS無線傳輸的Wii遊戲。類型為寶可夢的3D對戰。本遊戲內有十個各有特色的競技場，以3D方式呈現寶可夢的戰鬥。除了單獨遊玩之外，還支援與NDS《寶可夢 鑽石／珍珠》的連動，也就是能以無線傳輸的方式把NDS《寶可夢 鑽石／珍珠》上的寶可夢複製到本遊戲上使用。
本遊戲分為「競技場模式」與「NDS模式」，前者是在Wii上使用Wii手把遊玩，後者則是使用兩台NDS對戰，在NDS上操作，並藉由Wii在電視上以大螢幕3D的特效呈現對戰。這款遊戲也支援任天堂的Wi-Fi連線服務，使玩家可透過網際網路和遠端玩家對戰。本款遊戲是寶可夢系列中唯一被PEGI(泛歐遊戲資訊組織)歸為「七歲以上」的遊戲，其他款都被歸為「三歲以上」。

## 前身
本遊戲作為NDS主系列的競技場模式，和N64上對應《寶可夢 金／銀》的《寶可夢 金.銀競技場》，以及GC上對應《寶可夢 紅寶石／藍寶石》的《寶可夢 競技場》同為主系列外的對戰遊戲模式，因此上述兩款遊戲也可視為戰鬥革命的前身。戰鬥革命在畫質以及對戰動作的表現上都非常進步、清晰，以3D方式呈現對戰快感，主要功用就是支援與NDS連動的華麗對戰。

## 遊戲內容
本遊戲沒有劇情，是款純粹戰鬥的遊戲軟體，遊戲中可開四個紀錄。每隻寶可夢使用每一招時都有對應特別的攻擊、防禦動作，如果是能同時攻擊多隻寶可夢的場地技，畫面將被切割為二，顯示兩隻寶可夢遭受攻擊時的動作。在每個競技場得到勝利後就破完了第一輪，第二輪每個競技場的實力都將大幅提升，其中天文館將分為八個階段，實力都異常堅強，第四階段後更會有許多神獸登場，以及許多搭配特定戰術的隊伍，獲勝的難度相當高。

### 設定
在進版畫面後可選擇設定鈕，有些規則可自行設定，如寶可夢的等級限制(ポケモンのレベルのせってい)，有無限制，限制為50級及指定等級；出場的寶可夢數量（エントリーのポケモンのかず)為1~6；對戰的限制時間(たいせん1かいのせいげんじかん)；決定招式的限制時間(わざをきめるまでのせいげんじかん)；是否可讓同種類的寶可夢參賽(おなじしゅるいのポケモンを
エントリーできる)；是否可攜帶一樣的道具(おなじどうぐをもてる)；是否可同時讓敵方兩隻寶可夢睡眠(2びきいじょう「ねむる」にできる)；是否可同時讓敵方兩隻寶可夢冰凍(2びきいじょう「ごおり」にできる)；使用爆炸或大爆炸使雙方失去戰鬥能力，算使用的一方戰敗嗎(「じばく」「だいばくはつ」で みんな「ひんし」になったら わざをだしたがわの　まけになる？)；使用同行或滅亡之歌使雙方失去戰鬥能力，算使用的一方戰敗嗎(さいごの1びきがつかう「ほろびのうた」「みちづれ」は かならず　しっぱいする？)；使用「龍之怒」或「音速波」要算失敗嗎(いつもおなじダメージをあたえるわざ「りゅうのいかり」「ソニックブーム」は かならず　しっぱいする)。

### 連動
最左上角的選項可以和NDS的珍珠、鑽石、白金、心金、魂銀等版本進行連動，進入畫面後，打開NDS至主畫面，會出現「Ｗｉｉと　せつぞく」的選項，點入後即可和戰鬥革命無線傳輸。傳輸完成後NDS會自斷斷電。可以把NDS上的寶可夢(包括傳放在電腦內的)複製上來對戰。若要改變道具或配招時，就要將Wii和NDS再無線連接一次。
對戰革命不支援不同語言的連動，也不支援不同語言的NDS對戰。

### 護照
每個紀錄可以設定若干張「護照」(バトルパス Battle pass)，一張「護照」共有六隻寶可夢，必須以護照的形式進行每個競技場的遊戲。遊戲一開始有內建一個護照，角色只能選擇男孩或女孩，當與NDS主系列連動後，可以建立其他護照，一隻寶可夢一旦被選入一張護照後，就無法再被另一張護照選取，由於敵方寶可夢的等級將與我方寶可夢中等級最高的相同，因此建立護照時要考慮等級的分配，另外也要考慮屬性配置等問題。如果沒有與NDS主系列連動，護照就只能從遊戲中租借寶可夢，無法自己搭配招示與道具，隨著遊戲的進展，能租借的寶可夢能力也會變強。
護照有若干背景樣式可供選擇，第一輪時每戰勝一個競技場，就會獲贈以該競技場為底的新樣式可供選擇，另外全破後會贈與4個新樣式的背景。依照每個競技場不同的特色，有些競技場限用一開始租借的護照，有些則不限。

### 競技場
本遊戲共有十個競技場，包括入門競技場(ゲートコロシアム )、瀑布競技場(ウォーターコロシアム)、鼠獺競技場(ストリートコロシアム)，水晶競技場(クリスタルコロシアム)、公園競技場(サニーパークコロシアム )、賭場競技場(カジノシアターコロシアム)、熔岩競技場(マグマコロシアム)、遺跡競技場(サンセットコロシアム)、城堡競技場(キャッスルコロシアム)、天文館競技場(スタービューコロシアム)每個競技場都有獨特的對戰規則，其中有些競技場在全破前後規則會變動。原則上打贏六場戰鬥頭目就會出現，將其擊倒就可以取得勝利。全破之後各競技場會分為30等級或50等級的模式，並可選擇單打或雙打。但也有些競技場一輪不止七場戰鬥，或不能選擇等級模式及戰鬥模式。
各競技場的規則請見下面介紹。

### 人物
本遊戲因為沒有劇情模式，所以沒有特別的動畫角色。玩家和遊戲內的訓練家都是以類似紙娃娃的模式呈現在螢幕上，剛開始套服只有預設的六種，破關後以LV50的模式挑戰各競技場，獲勝後首領將贈予該競技場的套服。另外隨著遊戲的繼續，在商店中也能以點數購得不同種類的套服和配件。

### 點數
每打贏一輪戰鬥，都可以得到1000~2500不等的點數，點數可在商店中兌換套裝、配件來裝扮人物，或特別的道具，可藉由無線連接，以「不可思議禮物」的方式傳回NDS。可兌換的道具大多是在遊戲中難以取得的珍貴果實、招式機，包括：
- 38400點：53號果チイラの実、58號果サンの実、59號果スターの実、60號果ナゾの実

- 19200點：54號果リュガの実、55號果カムラの実、56號果ヤタピの実、57號果ズアの実

- 14400點：深海鱗片(しんかいのウロコ)、深海之牙(しんかいのキバ)、心之鱗片(こころのしずく)

- 12000點：鋼衣甲(プロテクター)、怪異補丁(あやしいパッチ)、靈界之幕(れいかいのぬの)、招式機2、13、24、26、35、50、29、30、92

- 9600點：升級器(アップグレード)、黑鐵球(くろいてっきゅう)、招式機5、12、31、42、48、56、59、71、78、79、81、84、87、88

- 7200點：闇之石(やみのいし)、光之石(ひかりのいし)、覺醒之石(めざめいし)、王者之證(おうじゃのしるし)、剩菜剩飯(たべのこし)、先制之爪(せんせいののツメ)、光之粘土(ひかりのねんど)、智慧眼鏡(ものしりめがね)、專愛眼鏡(こだわりめがね)、達人腰帶(たつじんのおび)

道具購買後按傳送見，有180秒的傳送時間，在時間內以「不可思議禮物」中「無線連接」選項和Wii取得連接的NDS卡帶都可以獲得該道具。

### 商店
在商店中可使用點數購買人物的裝備、配件或可傳回NDS主系列的實體道具。

### 存檔
最左下角有紙筆圖樣的選項為存檔、記錄功能。若沒有存檔，之前對戰的紀錄會消失，包括和NDS主線的連動紀錄也會消失。

### 特殊禮物
在第一輪打敗十個競技場後，進入商店，將會新增一個「衝浪皮卡丘」的選項，點選傳送後，可以在NDS主線卡帶中以「不可思議禮物」的方式取得一隻特殊皮卡丘，等級為十級，另外可習得平常情況下無法學會的特殊招「衝浪(なみのり)」，其他三招則是雷神、搖尾巴、電磁波。
美版的「戰鬥革命」除了衝浪皮卡丘之外，還可以得到電擊魔獸及鴨嘴焰龍各一隻，也是經由「不可思議禮物」的模式。

## 各競技場介紹
本遊戲共有十個競技場，每個都有獨特的規則，有些在破關前後規則還有異動，以下敘述的規則以破關後的為主。

### 入門競技場
入門競技場限用一開始系統內預設護照的六隻寶可夢，不能使用NDS傳上來的寶可夢，熟悉每隻寶可夢的使用方式是得勝關鍵，每打贏一個對手，可和對手替換一隻寶可夢。

### 水晶競技場
水晶競技場類似寶可夢 綠寶石中的「戰鬥巨蛋」，採淘汰賽的模式。相較於其他競技場，玩家不用打很多戰鬥就可以進入決賽。

### 公園競技場
公園競技場在破關後將變為五等寶寶戰，限用從NDS傳上來五等的寶可夢，且不能是進化型或沒有進化的類型。不可以使用龍之怒(りゅうのいかり)及音速波(ソニックブーム)這兩個招示。

### 瀑布競技場
瀑布競技場為五隻一對一的戰鬥，每場戰鬥有五回合，每回合雙方都只能派出一隻寶可夢，在分出勝負前不可以替換，取得三回合的勝利就贏了一場戰鬥，由於不能替換，運氣佔了很重的成分。

### 賭場競技場
賭場競技場會把雙方的寶可夢混在一個輪盤上，之後藉由射標靶的方式決定該場戰鬥要用哪些寶可夢，所以自己可能選到敵人的寶可夢，敵人也可能選到自己的寶可夢。

### 熔岩競技場
熔岩競技場採取積分賽的模式，在打完五場戰鬥後就可跟頭目對戰。

### 鼠獺競技場
鼠獺競技場規則比較普通，類似各主線版本中的戰鬥塔，一輪為七人的單打戰鬥，打完七人即獲勝。因為背景有大型的帕奇利茲和大牙狸玩偶而得名。

### 城堡競技場
城堡競技場在全破後會變成100人生存戰的模式，要打贏一百個人才能出來，越後面的敵人會使用越多隻寶可夢，每場戰鬥後不會自動回覆，必須藉由命運輪盤來決定回覆的內容，有全部回覆、PP回覆、道具回復、血量回覆、異常狀態回復及沒有回覆六種，其中前面五種還有分六隻寶可夢都回覆或只回覆一隻。另外頭目每打贏十人會出現一次。

### 遺跡競技場
遺跡競技場類似綠寶石中的「戰鬥工廠」，雙方都不能使用自己的寶可夢，系統會選出12隻寶可夢供玩家挑選，雙方從12隻中選出4隻來戰鬥，可能會選到重複的寶可夢。

### 天文館
天文館競技場是實力最強的戰鬥場，因背景為群星、宇宙而得名。第一輪時只要打贏本競技場就算全破，第二輪後為提供五十級的雙打，訓練家實力異常堅強，挑戰難度是最高的，且從第五階段開始就不斷有神獸級的寶可夢登場，訓練家還會改變天氣或場地效果，使用特別的戰術，特別是第八階段的訓練家都有絕佳的實力，十分難纏。

## 連線對戰
對於玩家和玩家之間的戰鬥，戰鬥革命提供近距離NDS連線對戰以及Wi-Fi連線全球對戰兩種模式。

### 近距離NDS對戰
在開始畫面中選擇「NDS對戰」，然後將兩台放有寶可夢卡帶的NDS主機藉由無線連接的方式和Wii取得連接，玩家在NDS上選招操作，戰鬥革命就可以透過電視螢幕以3D顯示對戰過程。

### Wi-Fi連線對戰
在開始畫面選擇「競技場模式」，進入遊戲後，在選單中選「Wi-Fi」，入內即可連接Wi-Fi，可選擇全球隨機對戰或輸入FC碼和朋友對戰。

## 發布和宣傳
本遊戲最初是任天堂社長岩田聰，於2006年6月7日在日本的一個活動中發布的，在那次活動中，岩田聰利用本遊戲描述了Wii和NDS的連動。

## 評價
戰鬥革命上市後得到的評價大部分是中等，在IGN網路評價中，本遊戲在10分中得了5分，被批評許多功能在以前的寶可夢 競技場就有了，本作只是延用下來而已；在GameSpot網路評價中，在10分中獲得了5.5分，被評有太多重複的內容，以及玩家如果沒有NDS的對應卡帶就很難體驗遊戲樂趣了；在Game Informer(GI月刊)中，於10分中獲得了5.75分，並得到了和GameSpot相似的評論；在Nitendo Power月刊中，獲得了10分中的6.5分，稱讚遊戲的多人共玩功能但批評它在單人遊玩時沒有特色。
Fami通則給了本遊戲正面的評價，在40分中得到了35分；Game Oracle也給了本遊戲75%的正面評價，稱讚其線上功能及生動的畫面與聲光效果，但也批評不如早前在GC上出的寶可夢XD競技場，以及需要NDS對應卡帶才能體驗完整遊戲功能；在GameRankings與Metacritic中，統合了23個評論網站，本遊戲得到的平均分數是53%。

## 外部連結
- 線上版寶可夢戰鬥革命(online)官方網站
- 歐版寶可夢戰鬥革命官方網站
- 美版寶可夢戰鬥革命官方網站
- 日版寶可夢戰鬥革命官方網站（页面存档备份，存于）